# Paectes abrostoloides
Paectes abrostoloides là một loài bướm đêm trong họ Noctuidae.